# Cyathea pilozana
Cyathea pilozana là một loài dương xỉ trong họ Cyatheaceae. Loài này được M.T.Murillo & J.Murillo mô tả khoa học đầu tiên năm 2003.
Danh pháp khoa học của loài này chưa được làm sáng tỏ. 